# Vérző él
A vérző él kifejezést új, még kiforratlan technológiákra használják. Az angol bleeding edge egy szójáték a leading edge (vezető él) és a cutting edge (vágó él) kifejezésekkel. Kiforratlanok, mivel még nagyon újak, keveset használták a gyakorlatban, ezért nagyobb annak a kockázata, hogy hibásan működnek, és többletköltséget okoznak.  De használatuk lehet előnyös is, mivel a legújabb technológiát adaptálják, ami tudhat többet, mint a régiek. Természeténél fogva a vérző él technológia egyszer mainstreammé is válhat. Az e-mail is volt vérző él.
A kockázatot a megbízhatatlanság okozza. Az első dokumentált példa 1983-ból származik, amikor egy meg nem nevezett banki alkalmazott utalt így a Storage Technology Corporationnel kapcsolatban.

## Kritériumok
Egy technológiát vérző élnek neveznek, ha kockázatos, illetve alkalmazásának szignifikáns hátrányai lehetnek.
- Tesztelés hiánya: Keveset tesztelt, vagy még élesben nem tesztelt,[3] vagy még megbízhatatlan.[2]
- Konzervativizmus: Kereskedelmi lapok és ipari vezetők konzervatívok az új technológiával szemben, és ellenállnak neki. Csak néhányan alkalmazzák, mert úgy gondolják, hogy fejlettebb.
- Konszenzus hiánya: A választott technológia több más technológiával versenyez, és nem tudni, hogy melyik fog győzni. Természeténél fogva alig ismert, nem tudják, hogyan kapcsolódik már ismert technológiákkal,[2] emiatt gyakran változik, hogy mikor ki áll nyerésre, párhuzamosan azzal, hogy mindenki egyre többet tud meg róluk.[3]

## Előnyök és hátrányok
Az új technológiák sikeres adaptálása előnyt jelenthet a vetélytársakkal szemben. Azonban legalább akkora annak az esélye, hogy rossz lóra tesznek, nem a későbbi győztest választják. Ha egy szervezet egy vérző él technológia mellett dönt, akkor arra is van esély, hogy fehér elefánttal vagy valami rosszabbal találkoznak.
A vérző él gyakori a számítástechnikában, különösen nyílt forrású szoftverek esetén. Sőt, gyakran szokás ezeknél, hogy vérző él verziókat is kiadnak, további ellenőrzés és tesztelés céljára, vagy azért, hogy segítsék az új tagok toborzását. Felhasználók is választhatják a vérző él szoftvert, mivel itt már implementálva van az, amit a stabil verzióból hiányolnak. Ezzel feláldozzák a stabilitást, megbízhatóságot, vagy az egyszerű használatot a jobb funkcionalitásért.

## Fordítás
Ez a szócikk részben vagy egészben  a   Bleeding edge technology című angol Wikipédia-szócikk fordításán alapul.  Az eredeti cikk szerkesztőit annak laptörténete sorolja fel. Ez a jelzés csupán a megfogalmazás eredetét és a szerzői jogokat jelzi, nem szolgál a cikkben szereplő információk forrásmegjelöléseként.